# Isakend
Isakend är en ort i Azerbajdzjan.   Den ligger i distriktet Tovuz Rayonu, i den västra delen av landet, 400 km väster om huvudstaden Baku. Isakend ligger 831 meter över havet och antalet invånare är 1 029.
Terrängen runt Isakend är huvudsakligen kuperad, men söderut är den bergig. Isakend ligger nere i en dal. Närmaste större samhälle är Çatax, 9,6 km väster om Isakend. 
Trakten runt Isakend består i huvudsak av gräsmarker. Runt Isakend är det ganska tätbefolkat, med 70 invånare per kvadratkilometer.